# Abbaye de Kirkstall
L’abbaye de Kirkstall est une ancienne abbaye cistercienne située dans la ville de Leeds, chef-lieu du comté du Yorkshire de l'Ouest, en Angleterre. L'abbaye se trouve dans le quartier de Kirkstall, au bord de la rivière Aire.
Comme la plupart des abbayes britanniques, Kirstall a été fermée par Henri VIII à la fin de la campagne de dissolution des monastères. Depuis lors, elle subsiste à l'état de ruines.

## Situation
L'abbaye est située en banlieue de Leeds, au nord-ouest du centre-ville, à environ trois miles de ce dernier, à proximité immédiate de la route A65 (en).

## Histoire

### Première fondation
L'abbaye de Kirkstall est la cinquième abbaye-fille de celle de Fountains. Elle est fondée en 1147 sur des terres situées à Barnoldswick (à l'époque Bernolfwic ou Barnolfswet, et que les moines rebaptisent « Mount of St. Mary »), données aux moines par Henri, de la famille de Lacy. Les Lacy sont originaires du village de Lassy en Normandie et ont accompagné Guillaume le Conquérant lors de l'invasion de l'Angleterre. Les terres ainsi que la population locale se révèlent inhospitalières pour les moines ; les chroniques postérieures parlent également de la présence de brigands, probablement écossais.

### Emplacement actuel

Le plan de l'abbaye de Kirkstall.

Henri de Lacy donne en conséquence aux moines un autre site, « à distance des habitations humaines », qui leur permette de vivre en paix. Le déplacement de l'ancien au nouveau site s'effectue en 1152, sous l'abbatiat d'Alexandre. La communauté se compose alors de l'abbé Alexandre, de douze moines et de dix frères convers. Le Mont Sainte-Marie de Barnoldswick demeure une possession de l'abbaye, mais en tant que grange. La charte de fondation de l'abbaye est confirmée par le pape Adrien IV en 1156.
Sur le site actuel, la construction de l'abbatiale commence immédiatement. En 1159, la partie orientale du sanctuaire (chœur, transept) est utilisable pour la liturgie des Heures. En 1182, la totalité des bâtiments est construite, en pierre et en bois, les toits recouverts de tuiles.

### Moyen Âge
Une première chronique de l'abbaye permet d'en connaître les débuts. Elle est rédigée par le frère Serlo. En 1284, d'autres chroniques mentionnent le fort endettement de l'abbaye (plus de cinq mille livres), mais l'abbé œuvre fortement à réduire cette dette, qui n'est plus que de 160 livres en 1301.
En 1380 ou 1381, on compte seulement seize moines et six frères convers.

### Liste des abbés de Kirkstall
- Alexander, premier abbé, nommé en 1147 ;
- Ralph Haget, qui lui succède en 1182 ;
- Lambert, qui lui succède en 1191 ;
- Turgesius, attesté en 1196 ;
- Helias de Rupe, attesté le  28 février 1203ou 1204 ;
- Ralph de Newcastle, attesté le 29 septembre 1209 et en 1230 ;
- Walter, après 1230 ;
- Martin, attesté en 1237 ;
- Maurice, attesté en 1236 ou 1237, mort en 1249 ;
- Adam, lui succède en 1249, attesté en 1256 et 1258 ;
- Hugh Mikelay, confirmé en 1259, mort en 1262 ;
- Simon, confirmé en 1262, mort en 1269 ;
- William de Leeds, 1269 ;
- Robert, attesté en 1271 ou 1275 ;
- Gilbert de Cotles[note 2], élu le 15 août 1275, réélu le 12 décembre 1278, abbé jusqu'au 1er août 1280 ;
- Henry Karr, qui lui succède en 1280 ;
- Hugh Grimston, confirmé le 27 février 1288 ou 1289 ;
- William de Parlington, attesté en 1290 ;
- John de Birdsall, élu en 1304, attesté en 1311 ;
- Walter, élu en 1313 ;
- William, attesté en 1337 et 1348 ;
- Roger de Leeds, confirmé en 1349 ;
- Ralph, attesté en 1351 ;
- John Topcliffe, attesté en 1356 et 1368 ;
- John de Thornberg, attesté en 1369 et 1378 ;
- John de Bardsey, attesté en 1392, 1396 et 1399 ;
- William Stapleton, attesté en 1414 ;
- John de Colyngham, quitte sa charge en 1432 ;
- John, attesté en 1432 ;
- William Grayson[note 3], attesté en 1452,quitte sa charge en 1468 ;
- Thomas Wymbirslay, confirmé en 1468, attesté en 1498 ;
- Robert Killingbeck, élu en 1499 ;
- William Stokdale, élu en 1501, attesté en 25 février 1506 ou 1507 ;
- John Ripley, 1508 ;
- William Marshall, élu en décembre (année inconnue) ;
- John Ripley (de nouveau), élu le 15 mai 1528, dépose l'abbaye le 22 novembre 1539 ou 1540[6].

### Dissolution du monastère

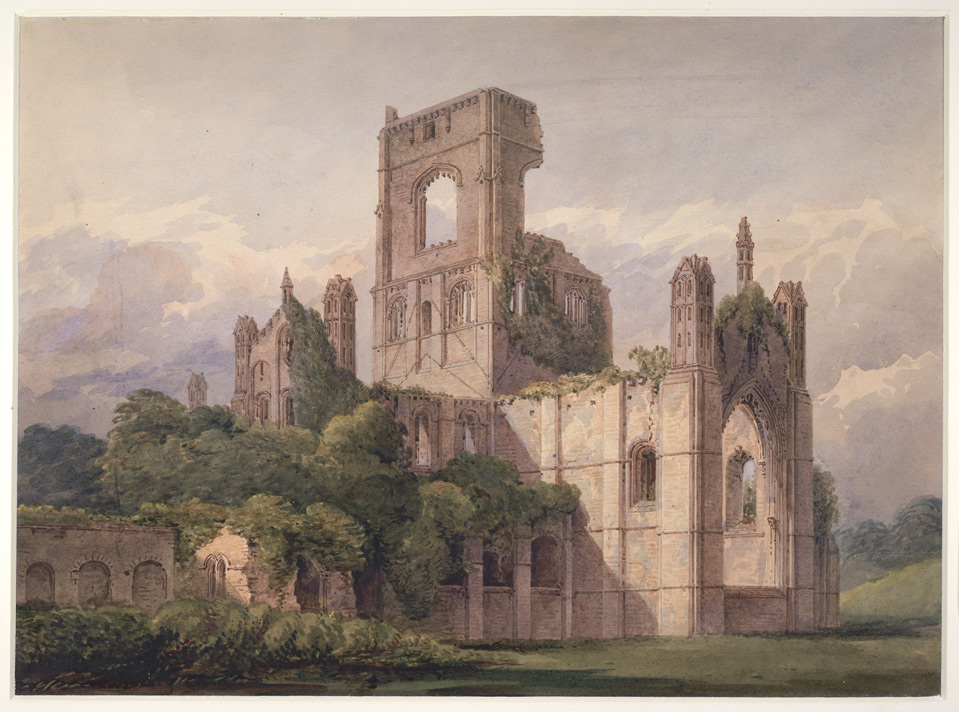
Les ruines de Kirkstall en 1850.

Le 22 novembre 1539 ou 1540, comme l'immense majorité des monastères britanniques, à la suite de la rupture entre Henri VIII et l'Église catholique, l'abbaye de Kirkstall est fermée lors de la campagne de dissolution des monastères. Le Visiteur du Roi est Richard Leyton. C'est l'abbé John Ripley et sa communauté, encore nombreuse avec trente-et-un moines, qui lui remettent l'abbaye. Pour empêcher les moines de revenir, Leyton décide de détruire la verrière orientale et de faire passer la grand route au milieu de la nef de l'abbatiale, ainsi que d'ôter les murs, les fenêtres et le mobilier.
L'abbaye échoit à Thomas Cranmer par décision d'Henri VIII, mais, quand l'archevêque est exécuté sur l'ordre de Marie Tudor, les bâtiments sont intégrés aux possessions de la Couronne.

### L'abbaye après les moines
Mises à part les premières dégradations volontaires, les bâtiments restent en relativement bon état. en effet, ils sont réutilisés comme exploitation agricole, tous les bâtiments conventuels servant d'étable. Mais, en 1779, le clocher s'effondre lors d'une tempête ; puis, en 1825, la neige fondue provoque l'effondrement des deux dortoirs des moines et des frères convers.
Le peintre William Turner a visité le site lors de sa tournée dans le nord de l'Angleterre en 1797 et représente le sous-sol du dortoir (plutôt que la «crypte» ou le «réfectoire») dans son Liber Studiorum avant son effondrement en 1825.
En 1889, l'abbaye de Kirkstall est rachetée par la ville de Leeds, qui l'ouvre au public le 14 septembre 1895. Des fouilles archéologiques sont réalisées entre 1950 et 1964, puis à partir de 1979 par le West Yorkshire Archaeology Unit.

## L'abbaye
L'abbaye est située le long de la rivière Aire. Le monastère est resté dans un état de conservation rare dans les abbayes britanniques. Il est bâti en meulière. Les voûtes de l'abbatiale n'existent plus, mais les murs et les piliers demeurent à peu près intacts.

## Galerie photographique

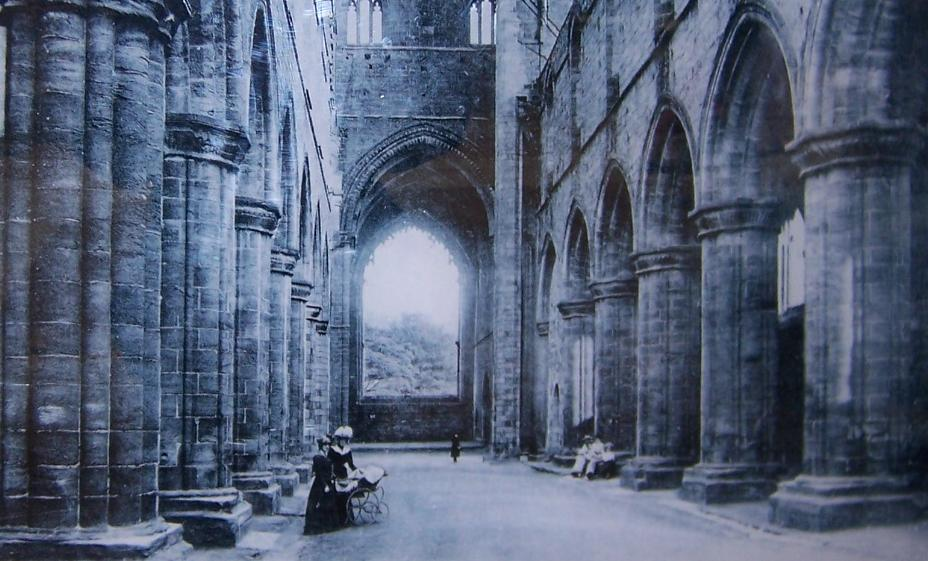
La nef de l'abbatiale en 1890.
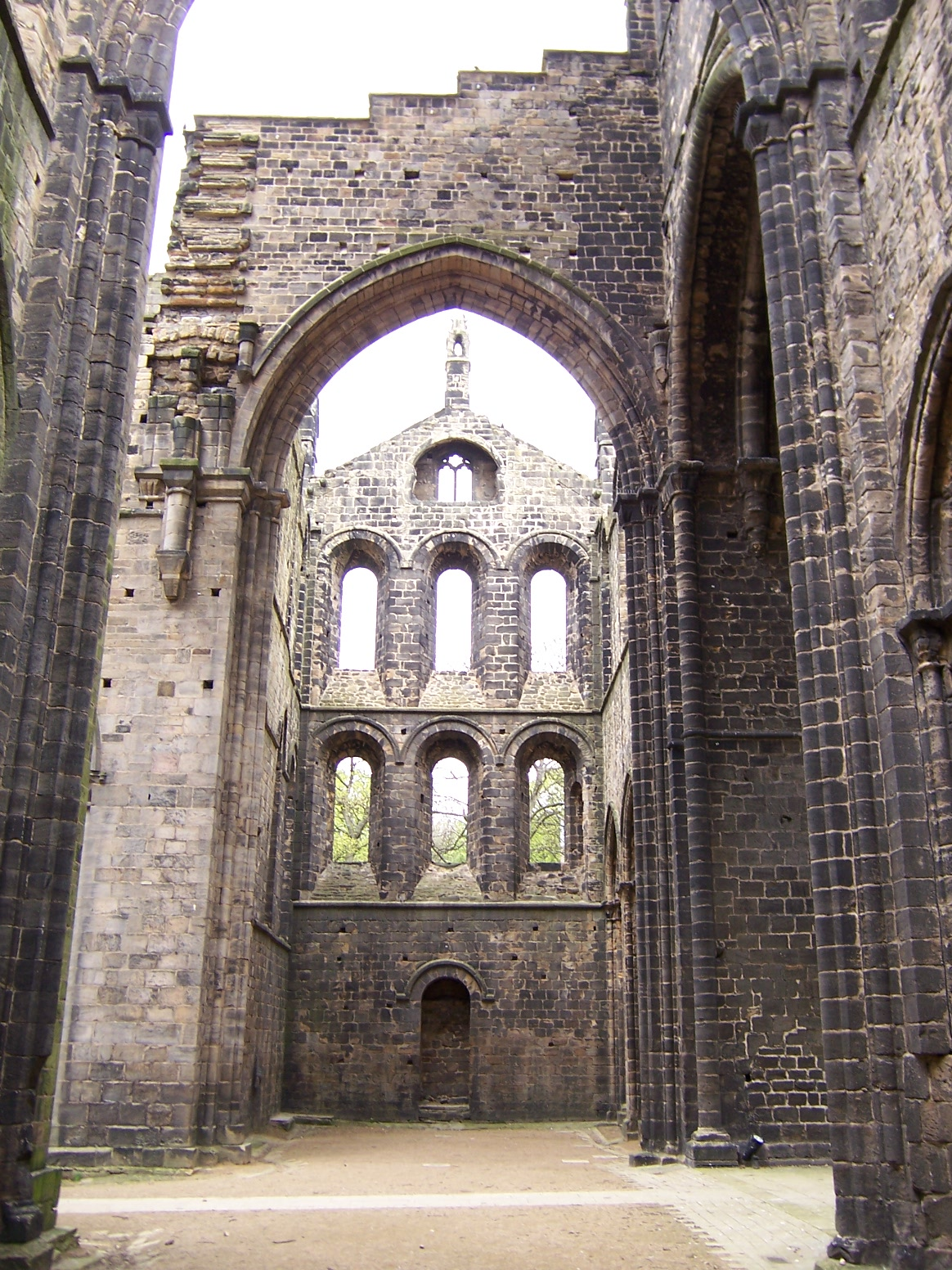
Le bras nord du transept de l'abbatiale.
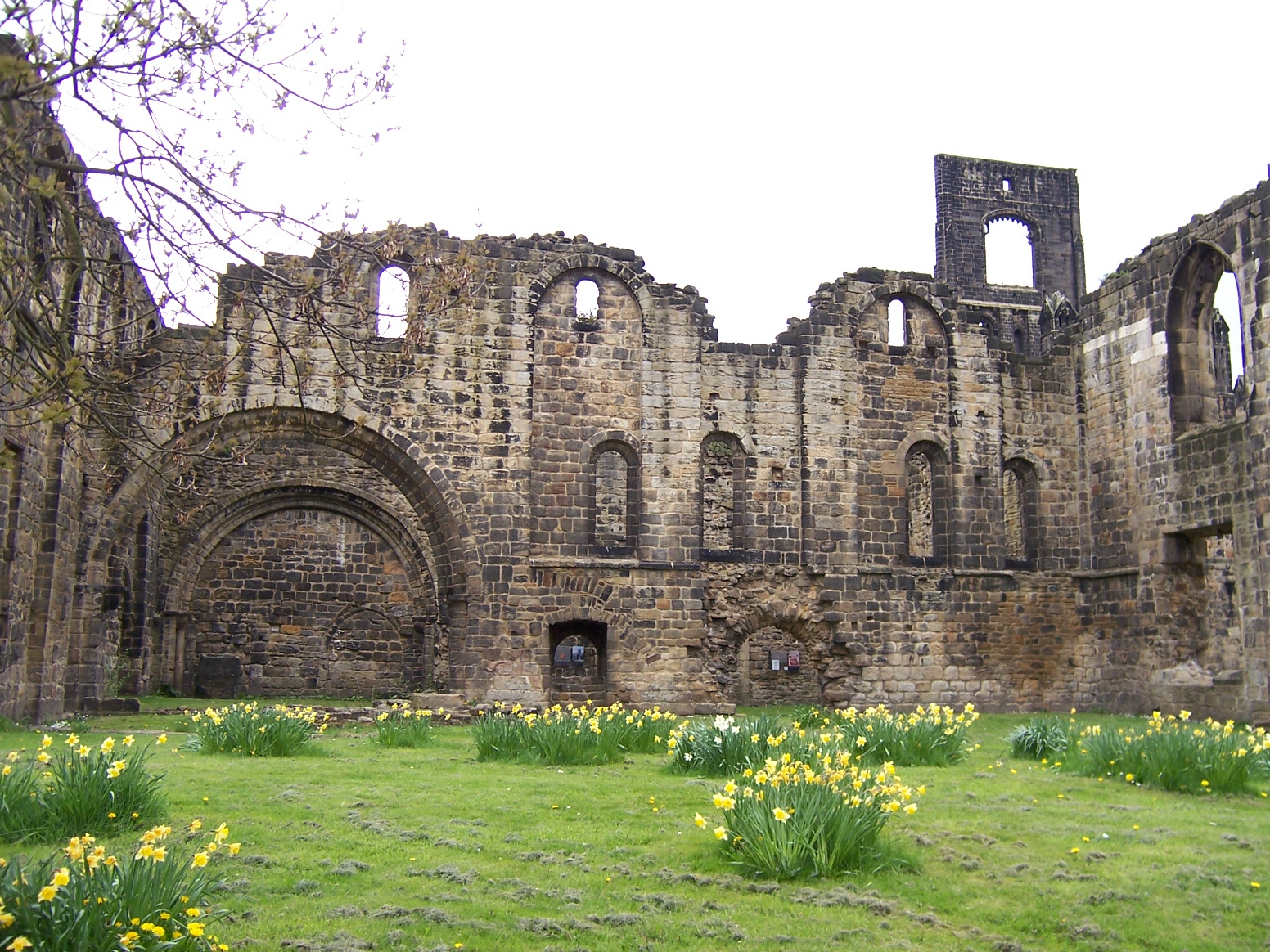
Les cuisines de l'abbaye.
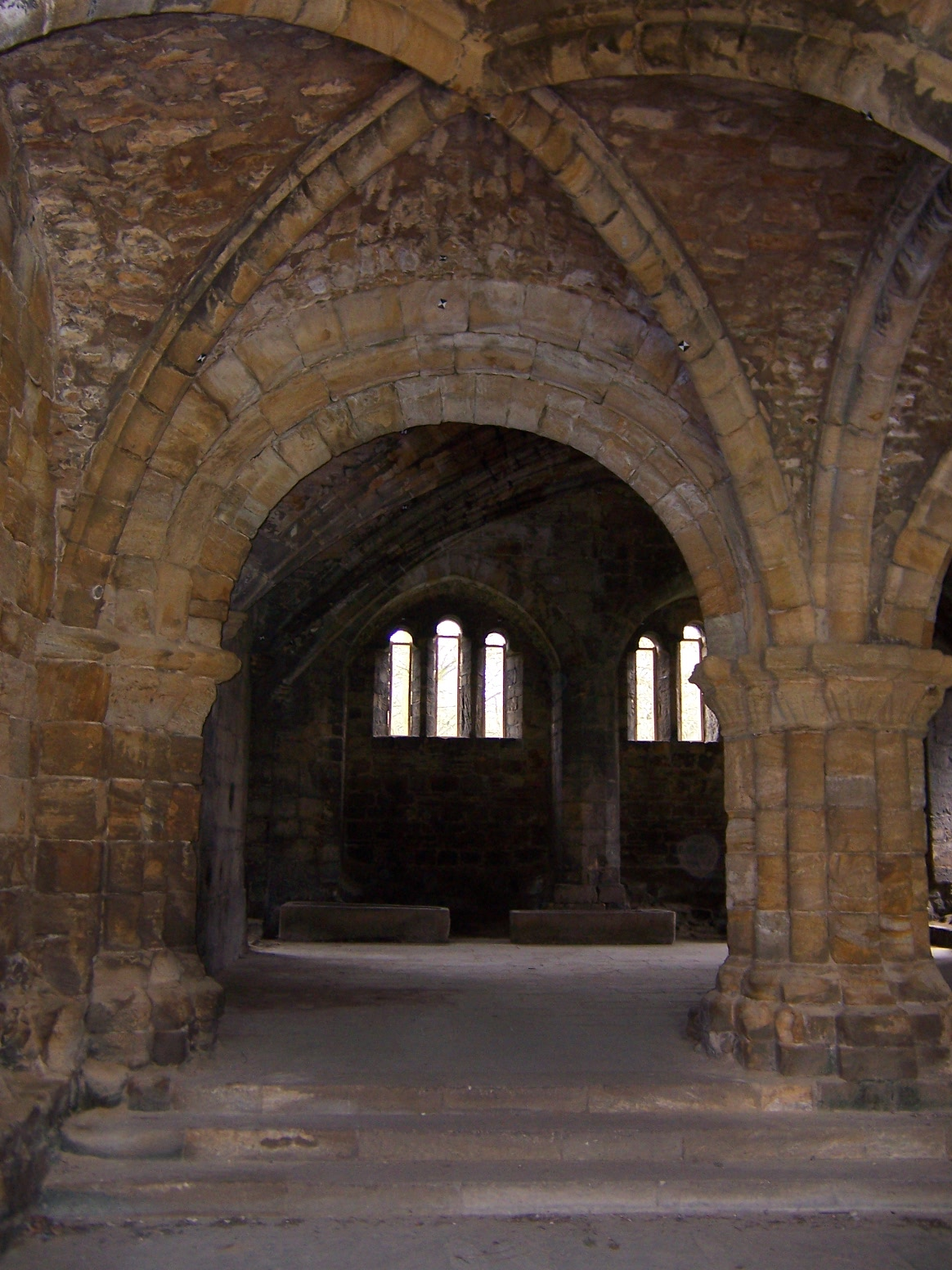
La salle capitulaire de l'abbaye.